# Асыввож (приток Летника)
Асыввож (устар. Асыв-Вож) — река в России, протекает по территории Вуктыльского округа в Республике Коми.

## География
Устье реки находится в 6 км по левому берегу реки Летник. Длина реки составляет 16 км.
Исток реки в болотах среди холмов в 33 км к северо-востоку от села Подчерье. Исток находится на водоразделе с бассейном Щугора, рядом находятся верховья реки Гердъю. Река в верхнем течении течёт на юг, в среднем течении резко поворачивает на северо-запад. Русло сильно извилистое. Всё течение проходит по холмистой ненаселённой тайге предгорий Северного Урала. Ширина реки на всём протяжении не превышает 10 метров.

## Этимология гидронима
Данный гидроним происходит из коми-пермяцкого языка, в котором асыв — «утро», «восток», а вож — «приток», «ветвь», «ответвление».

## Данные водного реестра
По данным государственного водного реестра России относится к Двинско-Печорскому бассейновому округу, водохозяйственный участок реки — Печора от водомерного поста у посёлка Шердино до впадения реки Уса, речной подбассейн реки — бассейны притоков Печоры до впадения Усы. Речной бассейн реки — Печора.
Код объекта в государственном водном реестре — 03050100212103000061913.